# Oligoaeschna mutata
Oligoaeschna mutata – gatunek ważki z rodziny żagnicowatych (Aeshnidae).